# الدوري الهولندي الممتاز 1961–62
الدوري الهولندي الممتاز 1961-1962 هو الموسم السادس من الدوري الهولندي الممتاز منذ إنشائه في عام 1955. فاز بهذا الموسم فاينورد.

## الفرق
يشارك ما مجموعه 18 فريقا في الدوري: الفرق الخمسة عشر المتبقية من الموسم المنقضي، والفريقين الفائزين بمباريات الصعود/الهبوط إضافة إلى بطل دوري الدرجة الأولى.

## روابط خارجية
- الموقع الرسمي

(بالهولندية)